# Basil G. Nafpaktitis
Basil George Nafpaktitis (griechisch Βασίλειος Γεώργιος Ναυπακτίτης; * 23. Dezember 1929 in Athen, Griechenland; † 24. Mai 2015 in Charlottesville, Virginia) war ein griechisch-US-amerikanischer Meeresbiologe und Ichthyologe. Sein Forschungsschwerpunkt galt der Familie der Laternenfische (Myctophidae).

## Leben
Nafpaktitis war der Sohn von George und Margarita Nafpaktitis. Sein Vater war Buchhalter bei der Shell Oil Company und sprach mehrere Sprachen. Er sorgte dafür, dass Basil und sein älterer Bruder Nicholas von klein auf in Englisch unterrichtet wurden. Von ihrer ukrainischstämmigen Mutter und ihrer Großmutter, die mit der Familie zusammenlebten, lernten sie auch Russisch zu sprechen. Sein Vater starb unmittelbar vor dem Ausbruch des Zweiten Weltkriegs, wodurch die Familie ohne regelmäßiges Einkommen zurückblieb. Dies zwang sie dazu, die Entbehrungen der Besatzungszeit Athens während der Herrschaft der Nationalsozialisten eigenständig zu bewältigen.
Als Nafpaktitis alt genug war, nahm er eine Reihe von Gelegenheitsjobs an, um seine Familie zu unterstützen. Er reiste durch Griechenland und zeigte Werbefilme für das US-amerikanische Außenministerium, stellte Munition für die NATO her (während dieser Zeit verlor er bei einem Laborunfall Teile von zwei Fingern), arbeitete als Vorarbeiter in einer Zinkmine auf der Insel Thasos und leitete ein Lagerhaus im Hafen von Piräus. 
Angeregt durch eine Anzeige der American University of Beirut (AUB) im Libanon, bewarb sich Nafpaktitis für ein Stipendium, mit dem er an dieser Universität studieren konnte. Nach bestandener Aufnahmeprüfung schloss er 1962 sein Bachelorstudium ab und graduierte 1963 unter der Leitung des Entomologen Robert E. Lewis, damals Kurator des Naturkundemuseums der American University of Beirut, mit der Arbeit A taxonomic study of the genus Blennius L. of Lebanon zum Master of Science. 
Während seines Aufbaustudiums im Libanon lernte er in einem Physiologiekurs seine Kommilitonin Mary Kathryn Wieand kennen, die er im Oktober 1964 heiratete. Im Jahr 1963 wurde Nafpaktitis für das Doktorandenprogramm in Biologie an der Harvard University angenommen. Unter dem starken Einfluss seines Doktorvaters Giles W. Mead begann er sich für Tiefseefische zu interessieren und vertiefte sich schnell in die Systematik, Verbreitung, Ökologie und Funktionsmorphologie der Laternenfische (Familie Myctophidae). 1967 wurde er mit der Dissertation Taxonomy &  distribution of the lanternfishes, genera Lobianchia &  Diaphus, in the North Atlantic zum Ph.D. promoviert. 1971 wurde er US-amerikanischer Staatsbürger.
Im Laufe seiner jahrelangen aktiven Forschungstätigkeit beschrieb er 24 neue Laternenfisch-Taxa, von denen er viele in Anerkennung derjenigen benannte, die er sehr schätzte und die ihm bei der Förderung seiner Karriere am meisten halfen, darunter Erik Bertelsen, Rolf L. Bolin, Anton F. Bruun, Leslie W. Knapp, Giles W. Mead, Jørgen G. Nielsen, Richard B. Roe und Robert L. Wisner. 
1966, noch als Doktorand in Harvard, wurde Nafpaktitis eine gemeinsame Stelle in der Abteilung für Biowissenschaften und der Allan Hancock Foundation an der University of Southern California (USC) in Los Angeles angeboten, die er auch annahm. Nafpaktitis war 28 Jahre lang Fakultätsmitglied an der USC, wo er von 1967 bis 1971 als Assistant Professor, von 1971 bis 1979 als außerordentlicher Professor sowie von 1979 bis zu seiner Pensionierung im Jahr 1995 als ordentlicher Professor tätig war. 
Er betreute die Dissertationen von mehr als 20 Doktoranden. 1971 wurde Nafpaktitis mit dem USC Biology Students Association Award for Outstanding Teaching und 1973 mit dem USC Associates Award for Excellence in Teaching ausgezeichnet. 
Seine Forschungen führten ihn an Universitäten und Institute in aller Welt, um deren Sammlungen zu studieren, darunter sechs Monate als Fulbright-Forschungsstipendiat am Zoologischen Museum Kopenhagen, Dänemark. Er nahm zudem an zahlreichen meereskundlichen Expeditionen teil, darunter an der International Indian Ocean Expedition an Bord der R/V Anton Bruun im Jahr 1964, am Southeastern Pacific Biological Program, ebenfalls an Bord der R/V Anton Bruun im Jahr 1965 und an den USC-Expeditionen in den Golf von Kalifornien sowie in den Mittelamerikanischen Graben an Bord der R/V Velero IV in den Jahren 1967 und 1968. 
Von 1969 bis 1979 war er Teilnehmer und gelegentlich auch leitender Wissenschaftler an einer zehnjährigen, von der National Science Foundation (NSF) finanzierten ökologischen Studie über das ozeanische Mittelwasser vor der Küste von Südkalifornien und Mexiko. 1982 wurde Nafpaktitis an die Universität Kreta berufen, wo er zusammen mit dem griechischen Molekularbiologen Fotis Kafatos, zu der Zeit Professor für Biologie an der Harvard University, den Fachbereich Biowissenschaften aufbaute. 
Nach einem ersten Jahr an der Universität Kreta, wo er maßgeblich an der Gründung des Institutes für Meeresbiologie beteiligt war, kehrte er regelmäßig zurück, um Seminare für Studierende abzuhalten und bei der Einstellung von Dozenten zur weiteren Entwicklung des Fachbereichs beizutragen, bis er im Jahr 1995 als emeritierter Professor in den Ruhestand trat.
Während seiner Zeit an der USC übernahm er neben seinen Lehrverpflichtungen und einem aktiven Forschungsprogramm eine Vielzahl von Verwaltungsaufgaben, indem er in zahlreichen Fachbereichs- und Universitätsausschüssen mitwirkte und gelegentlich auch den Vorsitz führte. 1987 fungierte er als amtierender Direktor der Allan Hancock Foundation. Darüber hinaus war er wissenschaftlicher Mitarbeiter für Ichthyologie am Los Angeles County Museum of Natural History und gehörte von 1971 bis 1976 dem Vorstand der American Society of Ichthyologists &  Herpetologists an.
Nafpaktitis starb im Mai 1985 im Alter von 85 Jahren an den Folgen der Parkinson-Krankheit.

## Erstbeschreibungen von Basil G. Nafpaktitis
- Diaphus antonbruuni Nafpaktitis, 1978
- Diaphus arabicus Nafpaktitis, 1978
- Diaphus bertelseni Nafpaktitis, 1966
- Diaphus diademophilus Nafpaktitis, 1978
- Diaphus impostor Nafpaktitis, Robertson & Paxton, 1995
- Diaphus kapalae Nafpaktitis, Robertson & Paxton, 1995
- Diaphus knappi Nafpaktitis, 1978
- Diaphus kora Nafpaktitis, Robertson & Paxton, 1995
- Diaphus kuroshio Kawaguchi & Nafpaktitis, 1978
- Diaphus lewisi Nafpaktitis, 1966
- Diaphus lobatus Nafpaktitis, 1978
- Diaphus meadi Nafpaktitis, 1978
- Diaphus megalops Nafpaktitis, 1978
- Diaphus minax Nafpaktitis, 1968
- Diaphus nielseni Nafpaktitis, 1978
- Diaphus roei Nafpaktitis, 1974
- Diaphus subtilis Nafpaktitis, 1968
- Diaphus wisneri Nafpaktitis, Robertson &  Paxton, 1995
- Dorsadena yaquinae Coleman & Nafpaktitis, 1972
- Idiolychnus Nafpaktitis & Paxton, 1978
- Lampadena notialis Nafpaktitis & Paxton, 1968
- Lepidophanes indicus Nafpaktitis & Nafpaktitis, 1969
- Notoscopelus bolini Nafpaktitis, 1975
- Pareiophus Nafpaktitis, 1975